# 7月16日
7月16日是阳历年的第197天（闰年是198天），离一年的结束还有168天。

## 大事记

### 20世纪以前
- 622年：伊斯兰历的开端。
- 997年：沙皇撒母耳率领的保加利亚军队在斯佩耳刻俄斯河战役被拜占庭军队击败。
- 1054年：三位将官将绝罚教宗诏书放在圣索菲亚大教堂的祭坛上，引发东西教会大分裂。
- 1212年：卡斯提亞國王阿方索八世聯軍在拉斯納瓦斯·德·托洛薩會戰中擊敗穆瓦希德王朝軍隊。
- 1377年：十歲的理查二世在西敏寺加冕為英格蘭國王。
- 1782年：沃夫岡·阿瑪迪斯·莫札特的歌劇《後宮誘逃》在維也納首演後，約瑟夫二世曾軼事般地說它「音符太多」。
- 1790年：美國總統喬治·華盛頓簽署法令同意將波多馬克河沿岸設置成美國永久的首都華盛頓哥倫比亞特區。
- 1862年：戴维·法拉格特成为美国海军第一位海军上将。
- 1900年：俄罗斯帝国军队在中国黑河市制造“海兰泡惨案”，屠杀中国居民七千人。

### 20世紀
- 1913年：袁世凯免赵秉钧国务总理、内务总长职。
- 1918年：俄国最后一任沙皇尼古拉二世与其家人在叶卡捷琳堡被发起俄国革命的布尔什维克处决。
- 1920年：《臺灣青年》創刊號於東京發行，由赴日求學之臺灣學生所組成的「新民會」所籌辦，對日後新文化運動影響深遠。
- 1922年：中国共产党第二次全国代表大会在上海召开。
- 1923年：溥仪裁撤宫内太监。
- 1937年：漳浦事件：闽南中国工农红军游击队千余人被国民政府军队包围缴械。
- 1940年：希特勒发布“海狮计划”，不列颠空战开始。
- 1941年：二戰：德軍冲破苏联斯大林防线并占领斯摩棱斯克。
- 1942年：與納粹黨合作的法國維琪政權於大巴黎地區展開針對猶太人的大規模逮捕行動，共逮捕了13152名猶太居民，之後大多數人被送往奧斯維辛集中營[1]。
- 1945年：美國在新墨西哥州沙漠順利引爆曼哈頓計劃製備的原子彈，此為人類歷史首次核試驗。
- 1948年：国泰航空澳门小姐号水上飞机在澳门起飞后被劫持并失事坠毁，成为世界首宗商用客机劫机案。
- 1949年：蔣中正开始把國軍由中国大陆撤退至台湾。
- 1950年：韓戰：一支朝鮮人民軍部隊在圖曼村附近的山上屠殺了31名美軍戰俘。
- 1951年：第五任比利时国王博杜安即位。
- 1953年：東山島戰役：中華民國發起遷臺以來最大的反攻行動，動用傘兵與陸海空三軍，為中華民國建軍史上第一次三軍聯合立體作戰。
- 1956年：苏联撤消卡累利阿-芬兰加盟共和国，将其并入俄罗斯苏维埃联邦社会主义共和国，并改名为卡累利阿共和國。
- 1960年：中蘇交惡：苏联政府照会中国政府，决定撤走在华的专家，终止将派遣专家的计划。
- 1965年：中国发现辽河油田。
- 1966年：時任中國共產黨中央委員會主席毛澤東前往長江武漢段進行游泳，史稱“毛主席暢遊長江”。該事件由於發生在無產階級文化大革命初期，因此也是重大的政治宣傳活動。
- 1969年：美国国家航空航天局的阿波罗11号从佛罗里达州甘迺迪太空中心发射升空。
- 1977年：中國共產黨十屆三中全會在北京開幕，會議決定永遠開除“四人幫”的黨籍，撤銷其黨內外一切職務。
- 1979年：薩達姆·海珊接替辭職的艾哈邁德·哈桑·貝克爾就任伊拉克總統，建立伊拉克復興黨政權。
- 1981年：馬哈迪·莫哈末成為馬來西亞第四任首相。
- 1990年：长征二号捆绑式运载火箭发射成功。
- 1990年：菲律賓呂宋島發生Mw 7.8強烈地震，造成1,621人死亡。
- 1991年：中華人民共和國民政部公布華東水災災情。
- 1993年：Slackware Linux首次发布。（版本号1.00）
- 1994年：舒梅克－李維九號彗星因為強大引力分裂成21片碎塊，陸續墜入木星南半球大氣層。
- 1994年：盧旺達內戰結束。
- 1999年：小约翰·肯尼迪在马萨诸塞州遭遇空难身亡。

### 21世紀
- 2001年：中國國家主席江澤民與俄羅斯總統普京在莫斯科签订《中俄睦邻友好合作条约》。除了擴大彼此在能源領域的相互投資，也承認了海參崴及鄰近的遠東地區為俄國領土。
- 2001年：《聯合國氣候變化綱要公約》第6屆締約方會議續會召開。
- 2003年：香港特區政府的两名高级官员财政司司长梁锦松和保安局局长叶刘淑仪在同一天向政府递交了辞职信。
- 2003年：全亞洲超過50家電台同步播放周杰倫第四張專輯《葉惠美》的第一波主打歌《以父之名》，初估當時有超過8億人同時收聽，為了紀念此日，爾後的7月16日被稱為「周杰倫日」。
- 2004年：美國伊利諾州芝加哥的千禧公園向公眾開放，是世界上最大的屋頂花園。
- 2005年：伊拉克首都巴格達發生自什葉派政府上台後單一宗死傷人數最多的自殺式炸彈襲擊，造成100人喪生[2]。
- 2008年：中國爆發毒奶粉醜聞，最終估計有30萬名受害者，其中大部分是嬰兒，54,000人因腎臟問題住院，6人死亡。
- 2023年：英國正式簽署加入《跨太平洋夥伴全面進步協定》的協議，成為該協定生效以後首個締約國。

## 出生
- 1723年：約書亞·雷諾茲，英國畫家。（1792年逝世）
- 1731年：，美國法學家、政治家，美國開國元勛之一，曾任康乃狄克州州長。（1796年逝世）
- 1746年：朱塞普·皮亞齊，義大利神父、天文學家。（1826年逝世）
- 1795年：戴維斯爵士，第二任香港總督。（1890年逝世）
- 1858年：欧仁·伊萨伊，比利時小提琴家、作曲家、指揮家。（1931年逝世）
- 1862年：艾達·貝爾·韋爾斯，美國記者、社會學家。（1931年逝世）
- 1872年：罗尔德·亚孟森，挪威极地探险家。（1928年逝世）
- 1875年：中川健藏，日本政治人物，第16任臺灣總督。（1944年逝世）
- 1884年：安娜·維魯波娃，俄羅斯帝國宮廷侍女。（1964年逝世）
- 1904年：山岸外史，日本評論家。（1977年逝世）
- 1907年：芭芭拉·斯坦威克，美國女演員。（1990年逝世）
- 1911年：琴吉·羅傑斯，美國女演員、舞蹈家、歌手。（1995年逝世）
- 1919年：崔圭夏，韓國政治人物，第10任韓國總統。（2006年逝世）
- 1924年：許雲基，臺灣原子核物理學家。
- 1936年：李業廣，香港企業家。
- 1936年：福田康夫，日本政治人物，第91任日本內閣總理大臣。
- 1937年：加茂櫻，日本女演員。（2024年逝世）
- 1942年：瑪格麗特·考特，澳大利亞女子網球選手。
- 1946年：古川登志夫，日本男性聲優。
- 1947年：劉漢銓，香港政界人物。
- 1947年：史都華·哈默洛夫，美國麻醉學家。
- 1948年：鄭海泉，香港銀行家、政界人物。（2022年逝世）
- 1952年：君塚榮治，日本陸上自衛隊將領。（2015年逝世）
- 1952年：羅伯特·大衛·斯蒂爾，美國政治活動家。（2021年逝世）
- 1952年：楊惠姗，台湾女演員。
- 1955年：柳影虹，香港女歌手、演員。
- 1960年：馬書良，中國男演員。
- 1962年：艾哈邁德·曼蘇爾，埃及記者、電視節目主持人、司儀、採訪員。
- 1964年：陳啟泰，香港男演員、主持人。
- 1964年：劉錫明，香港男演員。
- 1964年：關詠荷，香港演員。
- 1965年：馬躍，中國男演員。
- 1967年：威爾·法洛，美國男演員、喜劇演員、編劇。
- 1968年：拉里·桑格，美國網際網路專案開發者、哲學家，维基百科創立者之一。
- 1971年：麥可·貝瑞，美國神經內科醫師、知名價值投資者、對沖基金管理者。
- 1972年：陳雲海，香港電台主持。
- 1972年：兒嶋一哉，日本搞笑藝人。
- 1974年：戶北宗寬，日本男性聲優。
- 1978年：付天余，中國女子短道速滑運動員。
- 1979年：溫嵐，台灣歌手。
- 1979年：吉姆·班克斯，美國政治人物，現任印第安那州聯邦眾議員。
- 1980年：張水院，韓國男子偶像團體水晶男孩成員。
- 1981年：維森特·羅德里格斯，西班牙足球運動員。
- 1982年：卡莉·勞埃德，美國職業足球運動員。
- 1983年：簡彥豪，美國網路企業家、投資者。
- 1984年：卡特丽娜·卡芙，英國籍印度女演員。
- 1985年：許淑幃，台灣演員。
- 1985年：锺舒祺，香港女歌手。
- 1985年：日笠陽子，日本女性聲優。
- 1985年：藤東知夏，日本女性聲優。
- 1985年：車藝蓮，韓國女演員。
- 1985年：羅莎·薩拉查，美國女演員。
- 1986年：宇野實彩子，日本女歌手。
- 1987年：劉書宏，台灣男藝人。
- 1988年：李霈瑜，台灣主持人、演員、模特兒、歌手。
- 1988年：塞尔希奥·布斯克茨，西班牙職業足球運動員。
- 1988年：亞斯馬尼·阿科斯塔，智利男子摔跤運動員。
- 1989年：金宇彬，韓國男演員、模特。
- 1990年：王隆緯，台灣培根巴掌！樂團貝斯手、主唱。
- 1989年：加雷斯·貝爾，威尔士職業足球運動員。
- 1991年：雅莉珊卓·希普，美國女演員。
- 1992年：廖柏雅，台灣男歌手。
- 1993年：李太善，韓國男演員。
- 1994年：呂薔，台灣女歌手。
- 1994年：茜屋日海夏，日本女性聲優、偶像。
- 1996年：籃靖玟，臺灣女藝人、Rakuten Girls隊長。
- 1998年：松野莉奈，日本女子偶像團體私立惠比壽中學成員。（2017年逝世）

## 逝世
- 701年：役小角，日本飛鳥時代咒術師，修驗道始祖。（634年出生）
- 947年：藤原忠文，日本平安時代貴族。（873年出生）
- 1216年：教宗依諾增爵三世，羅馬主教。（1161年出生）
- 1324年：後宇多天皇，日本第91代天皇。（1267年出生）
- 1764年：伊凡六世·安东诺维奇，俄羅斯帝國皇帝。（1740年出生）
- 1916年：伊利亞·梅契尼可夫，俄羅斯微生物學家、免疫學家，1908年諾貝爾生理學或醫學獎得主[3]。（1845年出生）
- 1919年：板垣退助，日本政治人物（1837年出生）
- 1935年：郑正秋，中国电影导演（1888年出生）
- 1950年：趙洪文國，抗日英雄（1881年出生）
- 1953年：希萊爾·貝洛克，法裔英國作家、歷史學家、演說家、政治活動家（1870年出生）
- 1960年：阿爾貝特·凱塞林，德國空軍元帥，納粹德國最具指揮能力的將領之一（1885年出生）
- 1968年：胡先骕，中国植物学家（1894年出生）
- 1983年：米歇爾·米孔貝羅，蒲隆地政治人物，首任蒲隆地總統（1940年出生）
- 1989年：赫伯特·冯·卡拉扬，奥地利指挥家（1908年出生）
- 1994年：朱利安·施溫格，美國理論物理學家，1965年諾貝爾物理學獎得主（1918年出生）
- 1995年：胡登跳，上海音乐学院教授、民族音乐理论家、作曲家（1926年出生）
- 1999年：蕭百宗，臺灣航運企業家（1925年出生）
- 1999年：小约翰·肯尼迪，美国律师、记者，约翰·肯尼迪之子（1960年出生）
- 2002年：約翰·科克，美國計算機科學家。（1925年出生）
- 2005年：李玖，朝鮮王朝王朝的遺裔。（1931年出生）
- 2012年：史蒂芬·柯維[4]，美國管理學家。（1932年出生）
- 2015年：阿爾西德斯·吉賈，烏拉圭職業足球運動員。（1926年出生）
- 2017年：喬治·安德魯·羅米洛，美國導演、編劇。（1940年出生）
- 2022年：若乃花幹士，日本相撲力士，第56代橫綱。（1953年出生）
- 2023年：哈里·富蘭克福，美國哲學家。（1929年出生）
- 2023年：珍·柏金，英國女藝人、歌手、電影導演。（1946年出生）
- 2023年：凱文·米特尼克，美國電腦安全顧問、作家、駭客。（1963年出生）
- 2024年：，美國職業籃球運動員。（1934年出生）
- 2025年：哈維爾·莫斯科索，西班牙檢察官（2025年逝世）
- 2025年：康妮·弗朗西斯，美國流行歌手、女演員。（1937年出生）
- 2025年：黃泰來，香港電影導演。（1950年出生）
- 2025年：奧登·格倫沃德，挪威男子自由式滑雪運動員。（1976年出生）

## 节假日与习俗
- ：工程師節